# Jesper Juul (ludolog)

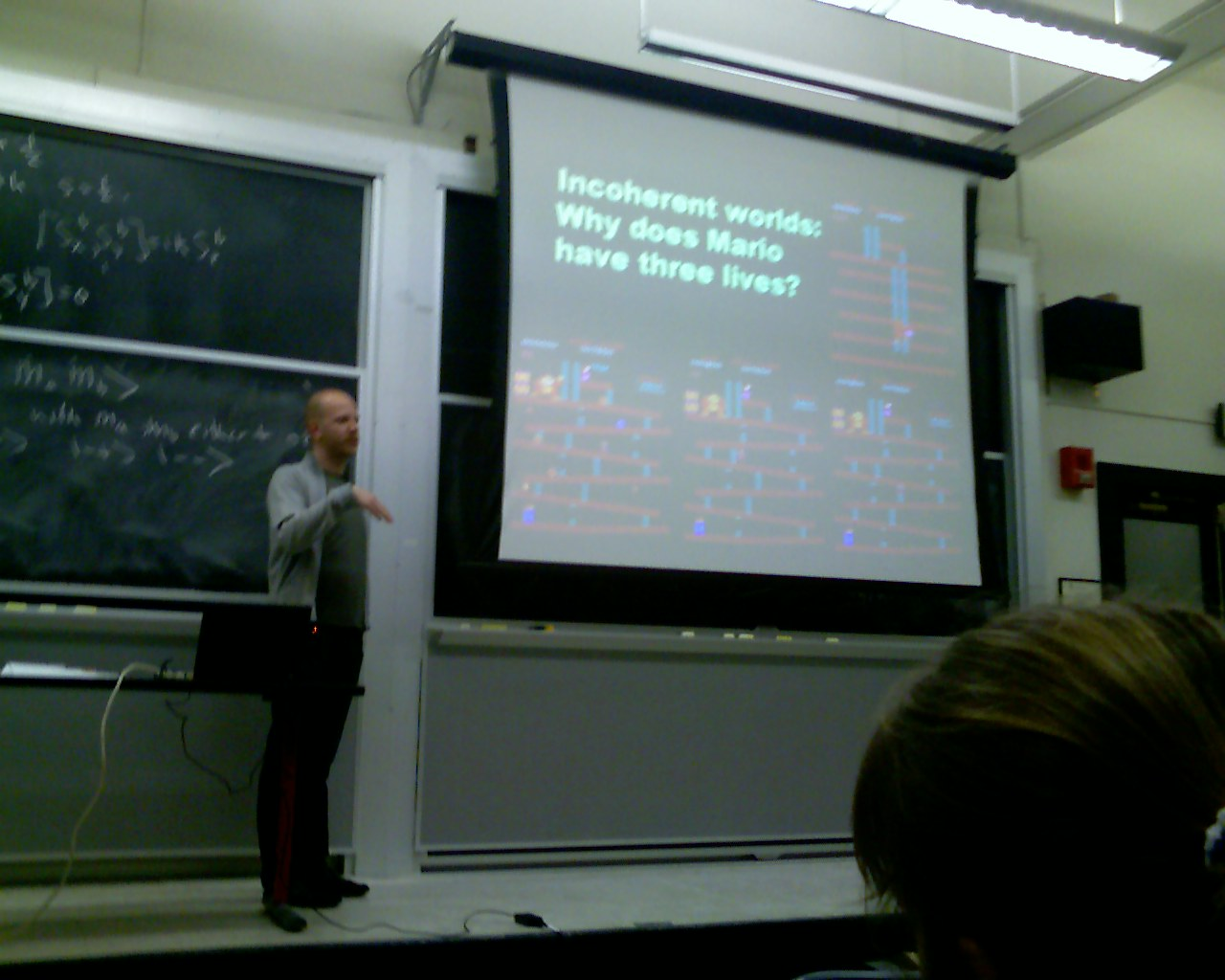
Jesper Juul w 2006 roku

Jesper Juul (ur. w 1970 w Aarhus, w Danii) – duński ludolog i projektant gier komputerowych, profesor The Royal Danish Academy of Fine Arts – The School of Design (Det Kongelige Danske Kunstakademis – Skoler for Design) w Kopenhadze. Ukończył studia na Uniwersytecie Kopenhaskim, tytuł doktora w dziedzinie teorii gier komputerowych uzyskał na IT University of Copenhagen.
Pracował na Uniwersytecie Nowojorskim, w Massachusetts Institute of Technology (prowadził porównawcze badania medioznawcze) oraz na IT University of Copenhagen (Center for Computer Games Research). Jest współredaktorem, wraz z Williamem Uricchio i Geoffreyem Longiem, serii Playful Thinking publikowanej przez MIT Pressdata.
Juul jest autorem klasycznych już książek poświęconych teorii gier: Half-Real: Video Games Between Real Rules and Fictional Worlds (2005) oraz A Casual Revolution: Reinventing Video Games and Their Players (2009). W 2013 wydano publikację pod tytułem The Art of Failure. An Essay on the Pain of Playing Video Games, która ukazała się w Polsce w 2016 jako Sztuka przegrywania. Esej o bólu, jaki wywołują gry wideo. Juul prowadził poświęconego grom bloga The Ludologist. Był też jednym z sędziów na Independent Games Festival.